# ヨハン・ヴァレンティン・アンドレーエ

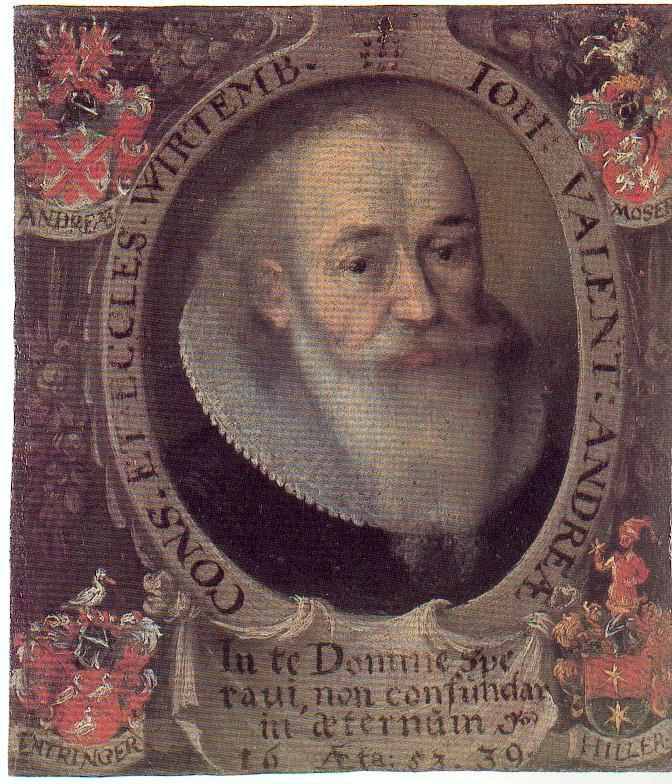
ヨハン・ヴァレンティン・アンドレーエ

ヨハン・ヴァレンティン・アンドレーエ（Johann Valentin Andreae, 1586年8月17日 - 1654年6月27日）は、ドイツの著作家、神学者。作者不詳の薔薇十字団三大基本文書の内、のちに開祖クリスチャン・ローゼンクロイツを主役とした小説『化学の結婚』を著したとされた唯一身元がはっきりしている人物である。

## 生涯
ヨハン・ヴァレンティン・アンドレーエは、和協信条の起草者として名高いヤーコプ・アンドレーエの息子ヨーハン・アンドレーエと僧院管理人ヴァレンティン・モーザーの娘マリーアとの間に1586年8月17日ヘレンベルクに生まれた。
生誕の地であるヘレンベルクの生活は短く、まもなくハイデンハイム近傍ケーニヒスブロンに移ることとなる。はじめ父親が校長をしていた教会学校に通ったが、病気がちで脾弱だったことから、同じ年頃の遊びの仲間入りができず、様々な本を読みながら歴史、機械工学、建築技術に熱中してゆくこととなる。1601年に父親ヨーハン・アンドレーエが早逝したことから、一家はヴュルテンベルク第二の都市テュービンゲンに移住し、ヨハンはテュービンゲン大学に通うことになる。
1605年には自由七学芸を修めてマギステルの称号を獲得した。在学中は錬金術に傾倒し、1616年に出版された『化学の結婚』の草稿はこの時期に成立した。1606年に書いた世俗的な戯曲が発端となったスキャンダルによって大学から追放され、その後、延べ5年間に渡りヨーロッパ各国を遍歴した。1614年にファイヒンゲンの副牧師に就任し、正式にルター派の聖職者となる。同年、アグネス・E・グリュニンガーと結婚。
1620年にカルフの地方監督に任命され、同地でプロテスタンティズムの内部改革を目的とする宗教結社「キリスト者協会」を主宰する。1638年にはシュトゥットガルトの首席宮廷説教師に任命されるが、30年戦争の戦禍と病気による衰えから1646年に公職から退いた。1654年6月27日、アーデルベルクにて卒中により死去。